# Títulos nobiliarios en la Capitanía General de Guatemala
Al contrario de lo que ocurrió en otras regiones de la América española, en la Capitanía General de Guatemala, que existió desde el siglo XVI hasta la emisión de la Constitución de 1812 o Constitución de Cádiz, se otorgaron muy pocas dignidades nobiliarias con carácter hereditario, algunas de las cuales se extinguieron o se cancelaron al poco tiempo de haber sido creadas. 
Los títulos de nobleza concedidos en el Reino fueron:

## Siglo XVI
- Adelantamiento de Costa Rica

## Siglo XVII
- Marquesado de Lorenzana
- Marquesado de Talamanca

## Siglo XVIII
- Vizcondado de Aldecoa
- Marquesado de Aycinena

Los títulos de nobleza y toda otra distinción nobiliaria, incluido el tratamiento de Don, así como los tratamientos honoríficos para ciertos funcionarios y corporaciones, fueron abolidos por la Asamblea Nacional Constituyente de las Provincias Unidas del Centro de América en 1823.
- Datos: Q6154597